# Favolaschia peziziformis
Favolaschia peziziformis är en svampart som först beskrevs av Berk. & M.A. Curtis, och fick sitt nu gällande namn av Carl Ernst Otto Kuntze 1898. Favolaschia peziziformis ingår i släktet Favolaschia och familjen Mycenaceae.   Inga underarter finns listade i Catalogue of Life.